# Ander Herrera
Ander Herrera Agüera (* 14. srpna 1989 Bilbao) je španělský profesionální fotbalista, který hraje na pozici středního záložníka za španělský klub Athletic Bilbao. Mezi lety 2016 a 2017 odehrál také 2 utkání v dresu španělské reprezentace.

## Klubová kariéra
Svoji kariéru začal v klubu Real Zaragoza, v roce 2011 se stěhoval do Athletic Bilbao, klubu ze svého rodného města. V roce 2014 přestoupil za 29 milionů liber do anglického týmu Manchester United FC.
Po pěti letech v Manchesteru se začátkem července 2019 upsal na pět let francouzskému klubu Paris Saint-Germain.

## Reprezentační kariéra
Herrera působil v mládežnických reprezentacích Španělska U20, U21 a U23 (olympijský výběr).

Se španělskou reprezentací do 20 let se zúčastnil Mistrovství světa hráčů do 20 let 2009 v Egyptě.

S týmem do 21 let vyhrál roku 2011 Mistrovství Evropy U21 v Dánsku, kde Španělé zvítězili ve finále nad Švýcarskem 2:0. 

V létě 2012 byl napsán na soupisku pro Letní olympijské hry 2012 v Londýně. Španělsko (které mělo na soupisce i hráče z A-mužstva) zde bylo po vítězství na EURU 2012 největším favoritem, ale po dvou prohrách 0:1 (s Japonskem a Hondurasem) a jedné remíze s Marokem (0:0) vypadlo překvapivě již v základní skupině D. Herrera zasáhl do všech tří utkání.